# 奥雷利恩·喬基姆
奥雷利恩·喬基姆（1986年8月10日—）是一位盧森堡足球運動員。在場上的位置是前鋒。他現在效力於保加利亞足球甲級聯賽球隊索菲亞中央陸軍足球俱樂部。他也代表盧森堡國家足球隊參賽。他的哥哥貝諾伊特·喬基姆是一位職業自行車運動員。